# Beginners
Beginners è un film del 2011 scritto e diretto da Mike Mills, interpretato da Ewan McGregor, Christopher Plummer e Mélanie Laurent.

## Trama
L'artista Oliver, dopo la morte della madre, si ritrova a fronteggiare un evento inaspettato. Il padre settantacinquenne gli confessa di essere gay. Inizialmente sorpreso, Oliver non riesce a capire i motivi di questo coming out così tardivo e si ritrova ad osservare il radicale cambiamento dell'uomo, che inizia a frequentare locali, organizzare feste e che riesce a fidanzarsi con Andy, un ragazzo gay molto più giovane di lui. Oliver, dalla scelta del padre, capisce il riscatto di tanti anni di privazioni e, accompagnando l'ultimo periodo di vita del genitore, malato da tempo di cancro, riesce a dare un nuovo valore alla propria esistenza, tentando di impegnarsi per la prima volta in una relazione seria con l'attrice Anna e vivendo coraggiosamente e ironicamente la vita, come gli ha insegnato il padre nei suoi ultimi anni.

## Produzione
Presentato in anteprima al Toronto International Film Festival del 2010, il film si ispira ad eventi reali della vita di Mills, quando suo padre, all'età di 75 anni, fece coming out, cinque anni prima della sua morte.

## Distribuzione
Dopo la presentazione al Toronto International Film Festival, il film è stato presentato ai festival cinematografici di San Francisco e Seattle. Il film stato poi distribuito nelle sale cinematografiche statunitensi il 3 giugno 2011 a cura della Focus Features. In Italia la pellicola è stata distribuita il 9 dicembre 2011 direttamente in Home-Video.

## Riconoscimenti
- Premi Oscar 2012
  - Miglior attore non protagonista a Christopher Plummer
- Golden Globe 2012
  - Miglior attore non protagonista a Christopher Plummer
- Premi BAFTA 2012
  - Miglior attore non protagonista a Christopher Plummer
- Gotham Independent Film Awards 2011
  - Miglior film
  - Miglior performance dell'intero cast
- National Board of Review Awards 2011
  - Miglior attore non protagonista a Christopher Plummer
- Screen Actors Guild Awards 2012
  - Miglior attore non protagonista a Christopher Plummer
- Independent Spirit Awards 2012
  - Miglior attore non protagonista a Christopher Plummer
- GLAAD Media Awards 2012
  - Miglior film della grande distribuzione